# Ricardo Almeida
Ricardo Almeida, né le 29 novembre 1976, est un pratiquant américain d'arts martiaux mixtes (MMA) et de jiu-jitsu brésilien. Il est né à Hamilton dans le New Jersey[réf. nécessaire]. Il est ceinture noire de JJB sous la direction de Renzo Gracie. Il a participé aux plus grandes compétitions de MMA, comme l'Ultimate Fighting Championship, et le PRIDE Fighting Championships. Il a été également King of Pancrase en poids moyen.
Après son retrait de la compétition, il dirige une académie de JJB à Hamilton dans le New Jersey. 
Une semaine après cette retraite, il devient aussi juge en MMA au sein de la commission athlétique du New Jersey et officie à l'UFC on Fox 3 pour son premier évènement majeur.

## Palmarès en MMA
| Résultat | Record | Adversaire     | Méthode                            | Évènement                            | Date              | Round | Temps | Lieu                                   | Notes                                  |
| -------- | ------ | -------------- | ---------------------------------- | ------------------------------------ | ----------------- | ----- | ----- | -------------------------------------- | -------------------------------------- |
| Défaite  | 13–5   | Mike Pyle      | Décision (unanime)                 | UFC 128                              | 19 mars 2011      | 3     | 5:00  | Newark, New Jersey, États-Unis         | Prend sa retraite après cette défaite  |
| Victoire | 13–4   | TJ Grant       | Décision (unanime)                 | UFC 124                              | 11 décembre 2010  | 3     | 5:00  | Montréal, Québec, Canada               |                                        |
| Défaite  | 12–4   | Matt Hughes    | Soumission technique               | UFC 117                              | 7 août 2010       | 1     | 3:15  | Oakland, California, États-Unis        |                                        |
| Victoire | 12–3   | Matt Brown     | Soumission (rear-naked choke)      | UFC 111                              | 27 mars 2010      | 2     | 3:30  | Newark, New Jersey, États-Unis         | Début en Welterweight                  |
| Victoire | 11–3   | Kendall Grove  | Décision (unanime)                 | UFC 101                              | 8 août 2009       | 3     | 5:00  | Philadelphie, Pennsylvanie, États-Unis |                                        |
| Victoire | 10–3   | Matt Horwich   | Décision (unanime)                 | UFC Fight Night: Condit vs. Kampmann | 1er avril 2009    | 3     | 5:00  | Nashville, Tennessee, États-Unis       |                                        |
| Défaite  | 9–3    | Patrick Côté   | Décision (Partagée)                | UFC 86                               | 5 juillet 2008    | 3     | 5:00  | Las Vegas, Nevada, États-Unis          |                                        |
| Victoire | 9–2    | Rob Yundt      | Soumission (guillotine choke)      | UFC 81                               | 2 février 2008    | 1     | 1:08  | Las Vegas, Nevada, États-Unis          |                                        |
| Victoire | 8–2    | Ryo Chonan     | Décision (unanime)                 | Pride Bushido 3                      | 23 mai 2004       | 2     | 5:00  | Yokohama, Japon                        |                                        |
| Victoire | 7–2    | Nate Marquardt | Soumission (guillotine choke)      | Pancrase: Hybrid 10                  | 30 novembre 2003  | 1     | 4:53  | Tokyo Japon                            | Pour le titre Middleweight du Pancrase |
| Victoire | 6–2    | Kazuo Misaki   | Décision (majorité)                | Pancrase: 10th Anniversary Show      | 31 août 2003      | 3     | 5:00  | Tokyo, Japan                           |                                        |
| Victoire | 5–2    | Yuki Sasaki    | Décision (unanime)                 | Pancrase: Hybrid 4                   | 12 avril 2003     | 3     | 5:00  | Tokyo, Japan                           |                                        |
| Victoire | 4–2    | Ikuhisa Minowa | Décision (unanime)                 | Pancrase: Hybrid 2                   | 16 février 2003   | 3     | 5:00  | Osaka, Japon                           |                                        |
| Victoire | 3–2    | Osami Shibuya  | Soumission (rear naked choke)      | Pancrase: Spirit 8                   | 30 novembre 2002  | 1     | 3:25  | Yokohama, Japon                        |                                        |
| Défaite  | 2–2    | Andrei Semenov | TKO (Poings)                       | UFC 35                               | 11 janvier 2002   | 2     | 2:01  | Uncasville Connecticut, États-Unis     |                                        |
| Victoire | 2–1    | Eugene Jackson | Soumission (triangle choke)        | UFC 33                               | 28 septembre 2001 | 1     | 4:06  | Las Vegas, Nevada, États-Unis          | Début en Middleweight                  |
| Défaite  | 1–1    | Matt Lindland  | Disqualification (fautes répétées) | UFC 31                               | 14 mai 2001       | 3     | 4:21  | Atlantic City New Jersey, États-Unis   | Combat en Light Heavyweight            |
| Victoire | 1–0    | Akira Shoji    | Décision (unanime)                 | Pride 12                             | 9 décembre 2000   | 2     | 5:00  | Saitama, Japon                         |                                        |